# Synnotum contortum
Synnotum contortum is een mosdiertjessoort uit de familie van de Epistomiidae. De wetenschappelijke naam van de soort is voor het eerst geldig gepubliceerd in 1913 door Waters.